# Margot Boulet
Pour les articles homonymes, voir Boulet (homonymie).
Margot Boulet, née le 13 mai 1990 à Provins (Seine-et-Marne), est une rameuse d'aviron handisport française. 

## Biographie
Après avoir intégré la gendarmerie nationale comme sous-officier en 2012, elle a servi au régiment de cavalerie de la garde républicaine. Ayant réussi les tests d'entrée au GIGN, elle est blessée en service au cours d'un stage de parachutisme et quitte la gendarmerie en 2018.
En novembre 2019, elle intègre l'équipe de France d'aviron handisport dans le 4 barré PR3. Elle réintègre la gendarmerie en 2020 en tant que sportive de haut niveau de la défense.

## Carrière
Margot Boulet remporte aux Championnats d'Europe d'aviron 2020 à Poznań la médaille de bronze en quatre barré mixte.
Elle est détentrice du record de France sur 2 000 m en catégorie PR3 indoor (7 min 31 s 6), obtenu en février 2021 aux mondiaux d'ergomètre) tout en remportant le titre de championne du monde indoor handisport. La même année, elle est vice championne d'Europe et médaillée de bronze paralympique. 
Margot Boulet est qualifiée pour les Jeux paralympiques d'été de 2024 à Paris. Le 30 août 2024, son équipage mené par Émilie Acquistapace termine deuxième de sa série et se qualifie pour la finale A le 1er septembre 2024 ; le bateau français est médaillé de bronze.

## Palmarès

### Jeux paralympiques
- 2020 à Tokyo
  -  Médaille de bronze en quatre barré mixte
- 2024 à Paris
  -  Médaille de bronze en quatre barré mixte

### Championnats du monde
- 2022 à Belgrade,  Serbie
  -  Médaille de bronze en quatre de pointe avec barreur PR3 mixte (PR3 Mix4+).

### Championnats d'Europe
- 2020 à Poznań,  Pologne
  -  Médaille de bronze en quatre de pointe avec barreur PR3 mixte (PR3 Mix4+).
- 2021 à Varèse,  Italie
  -  Médaille d'argent en quatre de pointe avec barreur PR3 mixte (PR3 Mix4+).
- 2022 à Munich,  Allemagne
  -  Médaille d'argent en quatre de pointe avec barreur PR3 mixte (PR3 Mix4+).
- 2023 à Bled,  Slovénie
  -  Médaille de bronze en quatre de pointe avec barreur PR3 mixte (PR3 Mix4+).
- 2024 à Szeged,  Hongrie
  -  Médaille d'argent en quatre de pointe avec barreur PR3 mixte (PR3 Mix4+).

## Décoration
- Chevalier de l'ordre national du Mérite le 8 septembre 2021[9]